# Lijst van burgemeesters van Nuenen, Gerwen en Nederwetten
Dit is een lijst van burgemeesters van de Nederlandse gemeente Nuenen, Gerwen en Nederwetten in de provincie Noord-Brabant.

## Burgemeesters van Nuenen-Gerwen
- 1810-1813: Theodorus van Lieshout
- 1813-1821: Johannes van Hoven (22 maart 1771 — 29 januari 1847), tevens notaris van Nuenen

## Burgemeesters van Nederwetten-Eckart
- 1810-1815: Willem Sengers
- 1815-1821: Hendrik Jan Spoorenberg, tevens burgemeester van Woensel

## Burgemeesters van Nuenen, Gerwen en Nederwetten
| Ambtsperiode | Naam burgemeester                 | Partij of stroming | Bijzonderheden                  |
| ------------ | --------------------------------- | ------------------ | ------------------------------- |
| 1821 - 1843  | Johannes van Hoven (ca.1772-1847) |                    | eerst schout                    |
| 1844 - 1850  | A. Vogels                         |                    |                                 |
| 1850 - 1860  | J. de Vries                       |                    |                                 |
| 1861 - 1895  | J. van Hombergh                   |                    |                                 |
| 1895 - 1911  | J.A. van Luijtelaar               |                    |                                 |
| 1911 - 1921  | J.G. van Kemenade                 |                    |                                 |
| 1921 - 1931  | jhr. mr. J.Th.M. Smits van Oyen   |                    |                                 |
| 1931 - 1954  | jhr. mr. C.T.J. van Rijckevorsel  |                    |                                 |
| 1955 - 1962  | O.M. Haffmans                     |                    |                                 |
| 1963 - 1977  | jhr. mr. J.J. Smits van Oyen      | KVP                | zoon van J.Th.M. Smits van Oyen |
| 1977 - 1981  | mr. R.W.M. Gerrits                | KVP / CDA          |                                 |
| 1981 - 2001  | drs. H.J.A.M. Terwisse            | D66                |                                 |
| 2001 - 2012  | mr. W.R. Ligtvoet                 | PvdA               | tot 2003 waarnemend             |
| 2012 - 2024  | M.J. Houben MBA                   | CDA                |                                 |
| 2024 - heden | dr. M.M. van Toorenburg           | CDA                | waarnemend                      |